# Jenny Bindon
Jenny Bindon (ur. jako Jenny Lynn Bourn  25 lutego 1973 w Belleville w stanie Illinois) – nowozelandzka piłkarka grająca na pozycji bramkarza, zawodniczka Hibiscus Coast AFC i reprezentacji Nowej Zelandii, w której zadebiutowała [18 lutego 2004 w meczu przeciwko Australii. Uczestniczka Mistrzostw Świata 2007 i Mistrzostw Świata 2011 oraz XXIX Igrzysk Olimpijskich (Pekin 2008) i XXX Igrzysk Olimpijskich (Londyn 2012).